# Tugra

Powstawanie tradycyjnej tugry sułtana Mahmuda II. Mahmud chan, syn Abdülhamida, zawsze zwycięski

Tugra, tughra (osm. طغراء tuğra) – w kulturze islamu monogramowy znak panującego monarchy (sułtana, chana), pełniący w kręgu wpływów państwa osmańskiego rolę herbu, emblematu władców tureckich, a następnie godła państwowego. 
Oprócz imienia władcy tugra zawierała, także imię jego ojca, a niekiedy jego dziadów, tytuł chan z dodatkiem formuły el-muzzafer-da'ima (zawsze zwycięski). Będąc monogramem przywódcy świeckiego, a zarazem religijnego, tugra tworzyła teozoficzny obraz wszechświata, na którego szczycie znajduje się Bóg (laudacja: Bóg hojny, wielkoduszny), a niżej jego ziemski namiestnik – sułtan, którego znak rozciągał się ponad tekstami dotyczącymi spraw ziemskich. 
Według niektórych teorii tugra wywodziła się od jednego z tureckich totemów plemiennych, przedstawiającego sokoła myśliwskiego – tur. tugri. Inne koncepcje łączą kształt znaku z odciskiem palca lub końskiego ogona (tur. tug) używanego jako buńczuk. 
Specjalny urzędnik artysta malował tugry złotą, niebieską lub czerwoną farbą na nagłówkach (znak inicjalny) dokumentów. Emblematy te umieszczano także na budynkach, monetach itp. 
Również wyżsi dygnitarze osmańscy używali analogicznych znaków zwanych penče. Kładziono je jednak na końcu lub na marginesie dokumentu.
Forma tugry jest także kontynuowana współcześnie, czego przykładem mogą być monogramy prezydenta  Rosji Władimira Putina oraz japońskiego cesarza Akihito.